# Fridolf Wijnbladh (bankman)
Karl Fridolf Wijnbladh, född den 19 juni 1862 i Örebro, död den 31 december 1940 i Djursholm, var en svensk bankman. Han var far till Fridolf och Hjalmar Wijnbladh.
Wijnbladh var kontorist i Göteborg 1884–1890. Han blev bokhållare vid Stockholms enskilda bank 1890, kamrerare vid Norrbottens enskilda banks kontor i Luleå 1897, vid Hernösands enskilda banks avdelningskontor i Luleå 1903 samt styrelseledamot i och verkställande direktör vid Bankaktiebolaget Norra Sveriges kontor i Örebro 1908. Wijnbladh vilar i en familjegrav på Solna kyrkogård.